# Johnny Baum
John Baum, detto Johnny (Filadelfia, 17 giugno 1946), è un ex cestista statunitense, professionista nella NBA e nella ABA.

## Carriera
Venne selezionato dai Los Angeles Lakers al quindicesimo giro del Draft NBA 1968 (187ª scelta assoluta) e dai Cincinnati Royals al secondo giro del Draft NBA 1969 (23ª scelta assoluta).

## Palmarès
- Campione NIT (1969)